# Carlos Padilla sr.
Carlos R. Padilla sr. (Quinwa, 6 september 1910 – ca. 1962) was een Filipijns bokser en filmacteur, -regisseur en producent.

## Biografie
Carlos Padilla werd geboren op 6 september 1910 in Quingwa, het tegenwoordige Plaridel. Hij was een van de vier kinderen van afgevaardigde Jose Padilla sr. en Clarita Ruiz. Padilla speelde in 1926 zijn eerste filmrol in Fate or Consequence, nadat hij door zijn vader was aanbevolen bij filmproducent Vicente Salumbides. Hij groeide daarna tot een populair acteur in stille en gewone speelfilms. Zo speelde hij rollen in onder meer Panaan ng Krus, Ang Kambal en Florante at Laura. Vanaf 1937 regisseerde hij ook films en werd hij Managing Partner van Padilla Bros Productions. Op het hoogtepunt van zijn filmcarrière raakte Padilla verlamd.
Naast zijn carrière als acteur en regisseur was Padilla tevens actief als amateurbokser. In 1932 deed hij namens de Filipijnen mee aan de Olympische Spelen in Los Angeles. Padilla sr. overleed begin jaren zestig. Hij was getrouwd met Melania Dolorico en kreeg met haar drie dochters en een zoon Carlos Padilla jr.. Zijn zoon werd net als Carlos sr. ook acteur. Actrice Zsa Zsa Padilla is een dochter van Carlos jr. De broer van Carlos Padilla sr., Jose Padilla jr., werd net als Carlos acteur en was tevens actief als bokser op de Olympische Spelen van 1932. 